# Charles Du Cange
Charles Du Fresne, Seigneur Du Cange, född 18 december 1610, död 23 oktober 1688, var en fransk historiker och lexikograf.
Du Cange var författare till de länge mycket viktiga Glossarium scriptores mediæ et infimæ latinitatis (3 band, 1678) och Glossarium ad scriptores mediæ et infimæ græcitatis (2 band, 1688).